# Ernesto Faria
Ernesto Faria ou Ernesto de Faria Júnior(Rio de Janeiro, em 23 de maio de 1906 - Rio de Janeiro 14 de março de 1962), foi um professor de latim e filólogo brasileiro.

## Biografia
Foi filho de Ernesto de Faria e Aurora Barbosa de Faria. Fez o curso primário em uma escola pública no antigo Distrito Federal do Rio de Janeiro: Colégio Ateneu Brasileiro. Depois estudou no Colégio Salesiano de Santa Rosa em Niterói. Posteriormente, em 1919, estudou no  Colégio Anchieta em Nova Friburgo, onde permaneceu até 1921. Ainda adolescente, começou a oferecer aulas particulares de latim. Prestou vestibular para Direito abandonando este curso mais tarde para se dedicar ao magistério.
Foi professor de latim em vários colégios, incluindo o Colégio Pedro II, o antigo Lycée Français do Rio de Janeiro e o Colégio Amaro Cavalcanti. No ano de 1946, prestou concurso para cátedra de Língua e Literatura Latina da Faculdade Nacional de Filosofia da Universidade do Brasil, obtendo louvável êxito. Em 1947, foi nomeado professor de latim do Instituto de Educação e, em 1955, obteve o posto de professor catedrático da Faculdade de Filosofia, Ciências e Letras da Universidade Federal do Distrito Federal - atual UERJ, onde permaneceu até 1959. No ano de 1951, proferiu conferências na Universidade de Coimbra e na Universidade de Sorbonne. Em 1959, foi delegado do Brasil, e representante da Associação de estudos Clássicos do Brasil, no III Congresso Internacional de Estudos Clássicos, realizado em Londres. Escreveu vários livros de Latim e um portentoso dicionário Latino-Português, considerado um dos melhores no Brasil. Foi convidado para dar palestras de Estudos Clássicos no Brasil e no exterior, como em Lausanne, na Suíça. Foi casado com D. Nair Pereira de Faria, que faleceu em 1949, deixando-lhe quatro filhos: Dulce Faria (morreu de acidente em 1946) ,Paulo Faria, engenheiro civil, casado com Maria Lúcia Prado Faria, Roberto Faria, Professor de Matemática e Doutor em Educação, casado com Lia Faria e Augusto Celso de Faria, Professor de Literatura Brasileira. Casou-se em 1950, em segundas núpcias, com Ruth Junqueira de Faria, antiga professora titular de Língua e Literatura Latinas na UFRJ, com quem teve os filhos Maria Helena Faria Ornellas de Souza, médica e professora da Faculdade de Medicina da UERJ, casada com o urologista Antônio Augusto Ornellas de Souza, Maria Dulce de Faria, bibliotecária e historiadora, Regina Lúcia de Faria, Professora Adjunta de Literatura Brasileira do Departamento der Letras e Ciências Sociais da UFRRJ e Francisco Eduardo de Faria, engenheiro florestal e casado com Maria Madalena Coelho Faria. Paulo e Roberto Faria faleceram em 1970 e 2011. 

## Escola e Academia
Ernesto Faria trabalhou no ensino médio e superior, sendo um grande defensor da permanência do ensino de latim nos cursos primário e secundário. Sua defesa do ensino do latim, como base para que os alunos aprendessem a língua portuguesa, era reconhecida no Brasil e em Portugal.  Foi um paladino da "Pronúncia Restaurada" do latim. Publicou em 1933, aos vinte e sete anos, a tese de concurso para a Cadeira de Latim do Colégio Pedro II, com o título: A Pronúncia do Latim. Novas Diretrizes do Ensino do Latim. Obteve diversos cargos de administração na Universidade, com destaque ao de Vice-Diretor da Faculdade Nacional de Filosofia da Universidade do Brasil, atual UFRJ, empossado em abril de 1946, tendo sido reeleito várias vezes e nele permanecendo até sua morte, em 14 de março de 1962.
Entre os seus inúmeros alunos, destacam-se Antônio Houaiss, Walmírio Macedo, Serafim da Silva Neto, Rosalvo do Valle, Paulo Maia de Carvalho, Alice Franca Leite.

## Títulos e Honrarias
Foi membro da Société des Études Latines, de Paris, a convite de Jules Marouzeau (1932); foi fundador da Sociedade Brasileira de Estudos Latinos, sendo eleito seu administrador perpétuo (1939) e presidente do Departamento de Lingüística da Sociedade Brasileira de Antropologia e Etnologia (1943). Ademais, foi membro efetivo da Academia Brasileira de Filologia (1944); membro correspondente da Sociedade de Estudos Filológicos de São Paulo; membro perpétuo da Société des Études Latines (1947) e membro fundador da Association Guillaume Budé (1947). Foi conselheiro da Associação de Estudos Clássicos do Brasil (1959), eleito seu presidente em 1960 e recebeu a Medalha Anchieta conferida pelo Governo do Estado da Guanabara (1960).

## Obras
- A pronúncia do Latim — Rio de Janeiro, 1933
- Manual de pronúncia do Latim — Rio de Janeiro: F. Briguiet, 1938.
- Síntese de gramática latina — 2.a ed., Rio de Janeiro: F. Briguiet, 1940 (1a. ed., 1934).
- O Latim pelos textos — 3a. ed., Rio de Janeiro: F. Briguiet, 1940 (1a. ed., 1935).
- O Latim e a cultura contemporânea — Rio de Janeiro: F. Briguiet, 1941.
- Vocabulário Latino-Português — Rio de Janeiro: F. Briguiet, 1943.
- Gramática Elementar da Língua Latina. São Paulo: Cia. Ed. Nacional, 1943.
- A renovação atual dos estudos latinos — Rio de Janeiro: Imprensa Nacional, 1945.
- Pérsio. Estudo literário e léxicográfico. — Rio de Janeiro: tese de consurso, 1945.
- Curso de Latim. 3a. e 4a. Séries dos Cursos Ginasiais. São Paulo: Cia. Edit. Nacional, 1945.
- Fonética histórica do Latim — Rio de Janeiro: Livraria Acadêmica, 1955.
- & FARIA, Ruth. Novo Curso de Latim. 1a. e 2a. Séries do Curso Ginasial. Rio de Janeiro: Ed. da Org. Simões, 1955.
- Dicionário Escolar Latino-Português — 2a. ed., Rio de Janeiro: Ministério da Educação e Cultura, 1956.
- Gramática Superior da Língua Latina — Rio de Janeiro: Livraria Acadêmica, 1958.
- Introducão à didática do Latim — Rio de Janeiro: Universidade do Brasil, 1959.